# 사탕수수 (종)
사탕수수(학명: Saccharum officinarum 사카룸 오피키나룸[*])는 벼과의 개사탕수수속의 여러해살이풀이다.

## 분포
인도 갠지스강 유역이 원산지이다.

## 특징
높이는 2~4미터이며, 수수와 비슷하나 마디와 마디 사이가 짧다. 잎은 가늘고 긴데 긴 선 모양이다. 줄기의 꼭대기에 회백색 꽃이 원뿔 꽃차례로 핀다.

## 재배
열대, 아열대에서 재배한다.

## 쓰임새
줄기에서 짠 즙으로 설탕을 만든다.